# Henry Roberts (Politiker)

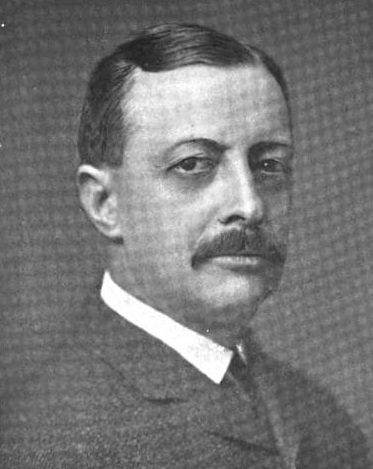
Henry Roberts

Henry Roberts (* 22. Juni 1853 in Brooklyn, New York; † 1. Mai 1929 in Hartford, Connecticut) war ein US-amerikanischer Politiker und von 1905 bis 1907 Gouverneur des US-Bundesstaates Connecticut. Er war Mitglied der Republikanischen Partei.

## Frühe Jahre und politischer Aufstieg
Henry Roberts graduierte 1878 an der Yale University, studierte anschließend ein Jahr lang an der Columbia University und erhielt dann 1879 ein rechtswissenschaftliches Diplom an der Yale Law School. Anschließend praktizierte er für einige Jahre als Anwalt, bevor er in das Produktionsunternehmen seines Vaters, Hartford Woven Wire Mattress Company, einstieg, dessen Präsident er von 1886 bis 1907 war. Er machte auch einige lukrative Geschäftsabschlüsse und war Direktor von verschiedenen Aktiengesellschaften. Roberts entschied sich 1897, eine politische Laufbahn einzuschlagen, als er Stadtrat von Hartford wurde. Anschließend kandidierte er 1899 für einen Sitz im Repräsentantenhaus von Connecticut, wo er nach erfolgreicher Wahl bis 1901 verblieb. Roberts war von 1901 bis 1902 Mitglied im Senat von Connecticut. Danach wurde er 1903 Vizegouverneur von Connecticut, eine Stellung, die er bis 1905 innehatte.

## Gouverneur von Connecticut
Roberts gewann 1904 die Gouverneursnominierung der Republikaner und wurde kurze Zeit später zum Gouverneur von Connecticut gewählt. Während seiner Amtszeit wurden Gesetze verabschiedet, die unter der Erde betriebene Bäckereien verboten, sowie ein Gesetzesentwurf angestoßen, der die Handhabung von Autos systematisierte. Ferner war während Roberts’ Administration die Festigung der öffentlichen Sicherheit von privaten Unternehmen und öffentlichen Beamten gegenüber arglistigen Methoden verordnet worden. Es wurde auch die Verletzung der Unterhaltspflicht gegenüber den Ehefrauen mit Gefängnisstrafen bedacht. Roberts verließ am 9. Januar 1907 sein Amt und kehrte zu seinen unterschiedlichen Geschäftsbelangen zurück.

## Weiterer Lebenslauf
Im Laufe der Zeit war er auch Präsident der Hartford Abwasserbehörde (Hartford Water Board), sowie Verwalter der Slater Industrial School in North Carolina.
Henry Roberts verstarb am 1. Mai 1929 und wurde anschließend auf dem Cedar Hill Cemetery in Hartford beigesetzt. Er war mit Carrie Elizabeth Smith verheiratet. Das Paar hatte drei gemeinsame Kinder.